# Ruswil
Ruswil är en ort och kommun i distriktet Sursee i kantonen Luzern, Schweiz. Kommunen har 7 472 invånare (2023).
I kommunen finns även byn Sigigen och en del av orten Werthenstein.